# Pashtunistan
Il Pashtunistan o Paskunistan (in pashtu پښتونستان‎), che sta a significare terra dei pashtun è il termine moderno per definire la regione storica abitata dal popolo pashtun già dal primo millennio a.C.

## Storia
La regione fu politicamente divisa nel 1893 dalla Linea Durand, un confine di 2.640 km che è alla base dell'attuale separazione fra Afganistan e Pakistan, con lo scopo di impedire la formazione di uno Stato per l'etnia pashtun che potesse creare problemi all'imperialismo inglese nella regione, in particolare a cavallo dello strategico Passo Khyber. Nel 1940, con la divisione delle Indie Britanniche e del Pakistan, qualche nazionalista pashtun propose invano il Pasthunistan come futuro Stato per gli abitanti dei popoli pasthun della zona.

## Origine del nome
Nel Medioevo il territorio corrispondente al Pashtunistan veniva comunemente chiamato Afghanistan. Il termine infatti è di recente affiliazione.